# 大分市立鶴崎中学校
大分市立鶴崎中学校（おおいたしりつ つるさきちゅうがっこう）は、大分県大分市大字皆春にある市立中学校である。

## 概要
大分市東部の鶴崎地区の中心部にあり、鶴崎地区の中心にあたる鶴崎駅から大野川分流の乙津川を挟んで南側の乙津川左岸に位置する。
校区内に大分臨海工業地帯の一部が含まれることから、その背後地にあたる鶴崎駅周辺を含め、工業地帯造成以後の変化が著しい地区である。

## 沿革
- 1947年（昭和22年）4月1日 - 鶴崎町立南中学校及び鶴崎町立北中学校が開校。
- 1951年（昭和26年）9月1日 - 両校を統合し、鶴崎町立鶴崎中学校が開校。
- 1954年（昭和29年）3月31日 - 市政施行により、鶴崎市立鶴崎中学校に改称。
- 1957年（昭和32年）- 大分県の中学校では初めての完全給食（パン、ミルク、おかずがそろった給食）が実施される[1]。
- 1963年（昭和38年）3月10日 - 鶴崎市が旧大分市等と新設合併して大分市となり、大分市立鶴崎中学校に改称。

## 通学区域
- 大分市立鶴崎小学校通学区

小中島、小中島一丁目～三丁目、徳島一丁目～三丁目、鶴崎、東鶴崎一丁目～三丁目、北鶴崎一丁目・二丁目、中鶴崎一丁目・二丁目、南鶴崎一丁目～三丁目、西鶴崎一丁目～三丁目、乙津の一部、乙津町、乙津港町一丁目・二丁目(一丁目の一部を除く)、皆春の一部
- 大分市立三佐小学校通学区

三佐、三佐一丁目～六丁目、海原、家島、中ノ洲
- 大分市立別保小学校通学区

皆春の一部、森町、乙津の一部、葛木の一部

## 交通
- 鉄道 - JR九州日豊本線鶴崎駅より徒歩約10分
- バス - 大分バス鶴崎駅前停留所より徒歩約10分

## 著名な関係者
- 杉崎美香(卒業生)(セント・フォース所属フリーアナウンサー)